# Vinkeveense Plassen
De Vinkeveense Plassen is een natuur- en watersportgebied in het noordwesten van de Nederlandse provincie Utrecht, ten noordoosten van het dorp Vinkeveen. Andere naburige plaatsen zijn Baambrugge, Loenersloot, Waver en Abcoude. Langs het water ligt de snelweg A2 en de N201 loopt door de plassen.
De Vinkeveense Plassen is mede dankzij zijn centrale ligging in de Randstad een populair watersportgebied. Langs en op het water zijn vele recreatievoorzieningen aanwezig; zo kan er worden gezwommen, gevaren, gedoken, gewaterskied, gewindsurft en gesupt. Aan de Vinkeveense Plassen liggen meerdere jachthavens met aanlegplaatsen, boot- en watersportverhuur, water- en stroomvoorzieningen, douches en restaurants.
De Vinkeveense Plassen zijn verbonden met de rivier de Amstel. Ze zijn vanaf de Gouden Eeuw ontstaan door de winning van turf ten behoeve van Amsterdam. De huidige langwerpige eilanden zijn legakkers, ze waren vroeger in gebruik als droogvelden voor de nog natte turf. Nadat het veen was weggebaggerd bleven er veenplassen achter, gevormd door de trekgaten die door afslag van de oevers steeds groter werden. Veel later werd ook de onderliggende zandlaag hier en daar weggebaggerd. Dit zand werd gebruikt bij de aanleg van de A2 en Amsterdam-Zuidoost. Hierdoor bereiken de plassen een voor Nederland ongekende diepte van 50 meter.
Het gebied wordt beheerd door het Recreatieschap Vinkeveense Plassen en de gemeentes De Ronde Venen en Amsterdam. Sinds Amsterdam in 2011 besloot zich terug te trekken uit het samenwerkingsverband is de exploitatie echter onzeker geworden. Begin 2014 werd het plan gelanceerd om het beheer over te dragen aan het Recreatieschap Stichtse Groenlanden. Onderdelen van dit plan zijn de verkoop van een aantal eilandjes aan particulieren en een miljoeneninvestering in het onderhoud aan de eilandjes.

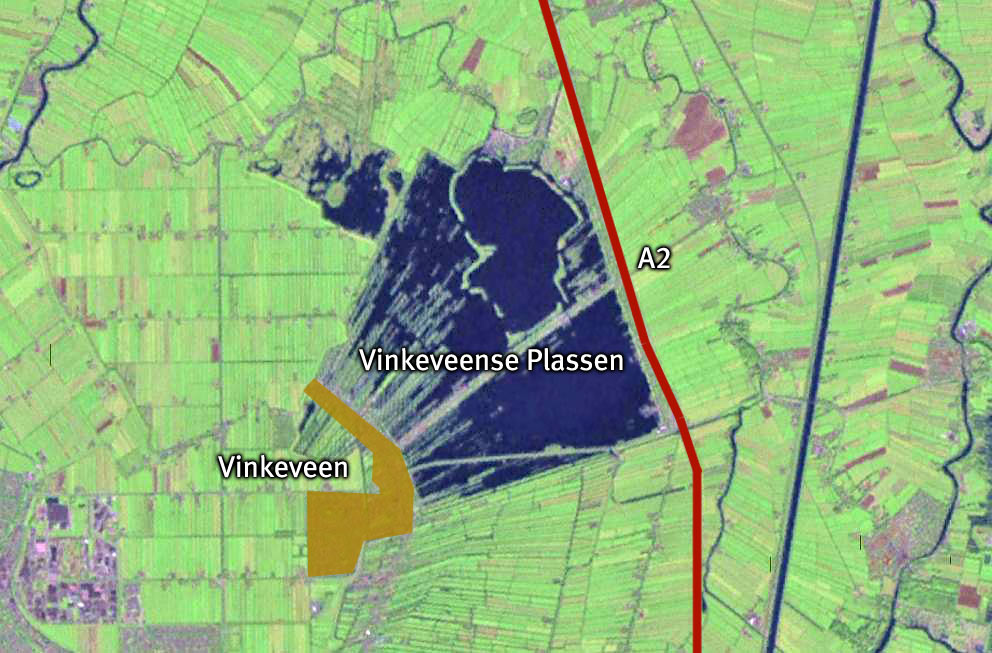